# Rhabinopteryx
Rhabinopteryx é um gênero de traça pertencente à família Arctiidae.